# 大鼠耳蝠
大鼠耳蝠（学名：Myotis myotis）为蝙蝠科鼠耳蝠属的动物。在中国大陆，分布于江西、广西、陕西、贵州、安徽、内蒙古、云南、海南、河南、黑龙江、山西、香港、江苏、广东、四川、浙江、湖南、福建等地，多栖息于岩洞。该物种的模式产地在德国。

## 亚种
- 大鼠耳蝠陕西亚种（学名：Myotis myotis ancilla），Thomas于1910年命名。在中国大陆，分布于陕西、黑龙江、内蒙古等地。该物种的模式产地在陕西东南部。[2]
- 大鼠耳蝠南方亚种（学名：Myotis myotis chinensis），Tomes于1857年命名。在中国大陆，分布于贵州、河南、四川、湖南等地。该物种的模式产地在四川万县。[3]
- 大鼠耳蝠四川亚种（学名：Myotis myotis luctuosus），G. Allen于1923年命名。在中国大陆，分布于四川等地。[4]